# Supercard of Honor XI
Supercard of Honor XI est un pay-per-view de catch produit par la Ring of Honor (ROH), qui est disponible uniquement en ligne. Le PPV s'est déroulé le 1er avril 2017 au Lakeland Center (en) de Lakeland, en Floride. C'était la 11e édition de Supercard of Honor de l'histoire de la ROH. Cet évènement a été marqué par un record d'affluence pour la fédération, enregistrant près de 3 500 spectateurs. Plusieurs catcheurs de la New Japan Pro Wrestling (NJPW) et du Consejo Mundial de Lucha Libre (CMLL) assistent à ce spectacle grâce aux divers partenariats entre les fédérations.

## Contexte
Les spectacles de la Ring of Honor en paiement à la séance sont constitués de matchs aux résultats prédéterminés par les scénaristes de la ROH. Ces rencontres sont justifiées par des storylines - une rivalité avec un catcheur, la plupart du temps - ou par des qualifications survenues au cours de shows précédant l'évènement. Tous les catcheurs possèdent un gimmick, c'est-à-dire qu'ils incarnent un personnage face (gentil) ou heel (méchant), qui évolue au fil des rencontres. Un pay-per-view comme Supercard of Honor est donc un événement tournant pour les différentes storylines en cours.

### The Hardys vs. The Young Bucks
Le 4 mars, lors de Manhattan Mayhem VI, The Hardys battent The Young Bucks et remportent les ROH World Tag Team Championship. Quelques jours plus tard, à 15th Anniversary Show, ils conservent leurs titres en battant les Young Bucks et Roppongi Vice (Baretta et Rocky Romero) dans un Las Vegas Street Fight Match,. Un match revanche entre les Hardys et les Youngs Bucks est organisé.

## Résultats
| # | Matchs, | Stipulation                                                             | Durée |
| --- | --- | ----------------------------------------------------------------------- | ----- |
| Dark (WOH) | Tasha Steelz bat Brandi Lauren | Match simple                                                            | 4:04  |
| Dark (WOH) | Mandy Leon (en) et Jenny Rose battent Sumie Sakai et Faye Jackson                                                                                  | Match par équipe                                                        | 8:36  |
| Dark (WOH) | Marcela (en) bat La Amapola (en) | Match simple                                                            | 11:36 |
| Dark (WOH) | Kelly Klein bat Deonna Purrazzo | Match simple                                                            | 8:02  |
| 1 | Marty Scurll (c) bat Adam Cole | Match simple pour le ROH World Television Championship                  | 13:01 |
| 2 | Silas Young et Beer City Bruiser battent The Kingdom (Matt Taven et Vinny Marseglia) (avec TK O'Ryan (en))                                         | Match par équipe                                                        | 6:57  |
| 3 | The Briscoe Brothers (Jay Briscoe & Mark Briscoe) et Bully Ray (c) battent Bullet Club (Hangman Page, Tama Tonga et Tanga Roa)                     | Six-Man Tag Team match pour les ROH World Six-Man Tag Team Championship | 13:31 |
| 4 | Jay Lethal bat Cody | Texas Bullrope match                                                    | 17:26 |
| 5 | Motor City Machine Guns (Alex Shelley et Chris Sabin) battent Cheeseburger (en) & Will Ferrara (en) et The Rebellion (Rhett Titus et Shane Taylor) | Three Way Tag Team match                                                | 9:24  |
| 6 | Punishment Martinez bat Frankie Kazarian | Match simple                                                            | 6:03  |
| 7 | Bobby Fish bat Silas Young par DQ | Match simple                                                            | 2:25  |
| 8 | Volador Jr. et Will Ospreay battent Dragon Lee II et Jay White                                                                                     | Match par équipe                                                        | 13:57 |
| 9 | Christopher Daniels (c) bat Dalton Castle (avec The Boys)                                                                                          | Match simple pour le ROH World Championship                             | 15:43 |
| 10 | The Young Bucks (Matt Jackson et Nick Jackson) battent The Hardys (Jeff Hardy et Matt Hardy) (c)                                                   | Ladder match pour le ROH World Tag Team Championship                    | 25:25 |
| (c) désigne le(s) champion(s) défendant son titre dans le match. (WOH) désigne que le combat est diffusé sur l'émission Women of Honor | |                                                                         |       |